# Josu Abrizketa Korta
Josu Abrizketa Korta, conegut pel nom de guerra «Txutxo», (Ugao-Miraballes, Biscaia, 1948) és un activista polític basc, militant històric d'Euskadi Ta Askatasuna (ETA). Fou jutjat amb altres més en el cèlebre procés de Burgos de desembre de 1970 i fou condemnat a 62 anys de presó. Fou amnistiat el 1977, però el 1979 es va exiliar novament a Iparralde després que fos processat pel delicte de col·laboració amb banda armada.
El 10 de gener de 1984 les autoritats franceses el van deportar a Panamà, i quatre mesos després a Cuba, on encara continua en negar-se a acollir-se a mesures de reinserció. El 1992 portava la representació a Cuba de la firma Ugao SA, que comercialitza productes de diverses empreses espanyoles. El febrer de 2000 es va trobar a Cuba amb el representant del govern basc, Josu Jon Imaz.